# José Pascual de Zayas y Chacón
José Pascual de Zayas y Chacón, né à La Havane à Cuba en 1772 et mort à Chiclana (province de Cadix) en 1827, est un homme politique et un militaire espagnol.
Il a participé à la Guerre d'indépendance espagnole avec le grade de général, acquis pour ses mérites. Il a été fait prisonnier et emmené en France.
Libéré en 1814 à la faveur de Restauration, il revient en Espagne servir Ferdinand VII.
Libéral, il fut député aux Cortes pour La Havane en 1822. Lors de la restauration monarchique de 1823 à la suite de l'expédition d'Espagne, il se prononce contre les absolutistes et en faveur d'une Constitution, et se retire de l'armée.